# Angela Christ
Angela Anna Christ (Eindhoven, 6 marzo 1989) è un'ex calciatrice olandese, di ruolo portiere.

## Carriera

### Club
Angela Christ si appassiona al calcio fin da giovane decidendo di tesserarsi con il LEW (Sportvereniging Ligato Eindhoven West), società con sede a Eindhoven, città dove nasce e cresce con i genitori, dove gioca nelle formazioni giovanili fino ai 14 anni d'età.
Nel 2003 si trasferisce all'Overwinning Door Combinatie (ODC), società di Boxtel iscritta alla Hoofdklasse, l'allora livello di vertice del campionato olandese femminile di calcio, dove ha l'occasione di mettersi in luce e, nonostante la retrocessione della sua squadra a fine campionato 2003-2004, venendo insignita del premio per il miglior portiere della Hoofdklasse.
Durante il calciomercato estivo trova un accordo con il Saestum che le dà l'opportunità di continuare a giocare in Hoofdklasse per la stagione 2004-2005. Al suo primo anno con la società di Zeist, grazie anche alle sue prestazioni che le garantiscono il premio per il miglior portiere per il secondo anno consecutivo, contribuisce alla conquista dell'ottavo titolo nazionale per la società assieme alla Coppa d'Olanda di categoria. Rimasta anche la stagione successiva, festeggia con le compagne la conquista del campionato e della Supercoppa, vinta con un netto 8-0 sulle avversarie dell'Oranje Nassau, mentre si classifica seconda, dietro a Nadja Olthuis, per il premio per il miglior portiere del campionato. Alla sua ultima stagione con il Saestum conquista nuovamente la Supercoppa, 2-1 sul Fortuna Wormerveer, mentre in campionato, l'ultimo che vede l'Hoofdklasse come primo livello, la sua squadra si classifica al secondo posto dietro il Ter Leede. Grazie alle prestazioni ottenute dalla squadra in campionato Christ ha l'occasione di giocare per la prima volta in un incontro internazionale, nell'allora denominata UEFA Women's Cup. Debutta nell'edizione 2005-2006 il 9 agosto 2005, in occasione della prima fase di qualificazione, nell'incontro vinto per 2-1 sulle Campionesse del Belgio del Rapide Wezemaal.
Con l'istituzione dell'Eredivisie, diventata primo livello del campionato olandese dalla stagione 2007-2008, decide di trasferirsi all'Utrecht, formazione femminile creata dall'omonimo club maschile per presentarsi al nuovo campionato nazionale e che con il Saestum avvia un programma di collaborazione come vivaio sportivo. veste i colori della nuova squadra per cinque stagioni consecutive, nelle quali aggiunge nel suo personale palmarès una nuova Coppa d'Olanda, ottenuta nella finale del 2010, 3-0 sulle avversarie del Ter Leede, e la Supercoppa 2010, 3-1 sull'AZ Alkmaar.
Nel 2012 le federazioni calcistiche del Belgio e dei Paesi Bassi decidono di istituire un campionato congiunto, la BeNe League attirando l'attenzione di nuovi club per disputare una competizione di livello potenzialmente più elevato. La decisione di creare una nuova squadra di calcio da iscrivere alla stagione inaugurale portano ad un accordo tra le due maggiori realtà calcistiche della città di Eindhoven, PSV e Eindhoven, per la creazione del PSV/FC Eindhoven. Christ formalizza un accordo per il suo trasferimento alla nuova società con la quale disputa le uniche tre stagioni di BeNe League e la 2015-2016 nella rifondata Eredivisie femminile, e dalla 2016-2017 con la rinnovata squadra che viene interamente acquisita dal PSV per farne la sua sezione femminile.
Nel giugno 2018 ha annunciato il suo ritiro dal calcio giocato.

### Nazionale
Christ inizia ad essere convocata dalla federazione dei Paesi Bassi, dal 2005 inserita nella rosa della nazionale Under-19 che affronta le qualificazioni al campionato europeo di categoria di Svizzera 2006. Fa il suo debutto con la maglia delle Oranje il 27 settembre 2005, nell'incontro valido per la prima fase di qualificazione e vinto per 7-0 sulle pari età della Macedonia del Nord.
Nel 2009 viene chiamata da Vera Pauw, tecnico responsabile della nazionale maggiore, nella squadra invitata al 4 Nations Cup dove fa il suo debutto il 13 luglio 2009, nell'incontro vinto 3-2 sulle avversarie del Sudafrica. Pauw la inserisce in rosa come vice di Loes Geurts anche nella formazione impegnata alla fase finale dell'Europeo di Finlandia 2009; pur non essendo mai stata impiegata condivide con le compagne il percorso che porta la squadra fino alle semifinali del 6 settembre 2009, dove al Tampereen stadion di Tampere le olandesi vengono eliminate dall'Inghilterra che vince l'incontro per 2-1.
Con l'avvicendamento di Pauw del 2010 sulla panchina della nazionale, il nuovo tecnico Roger Reijners continua a convocarla ma la impiega saltuariamente. Sotto la sua direzione gioca l'amichevole del 6 giugno 2010 vinta 2-0 sul Belgio e, sempre nel 2010, la inserisce in rosa con la formazione impegnata all'edizione 2010 del Torneio Internacional Cidade de São Paulo dove scende in campo nei due incontri della fase a gironi, condividendo a fine torneo con la sua nazionale il terzo posto. Inserita in rosa sia nella squadra che partecipa a qualificazioni e fase finale dell'Europeo di Svezia 2013 e qualificazioni e fase finale del campionato mondiale di Canada 2015, condivide con le compagne l'accesso alla fase finale del secondo europeo e del primo storico mondiale disputato delle Oranje. Il suo impiego rimane comunque limitato soprattutto ad amichevoli e pur essendo inserita come terzo portiere nella rosa che partecipa all'europeo di Svezia e al mondiale di Canada non viene mai impiegata.
Nelle successive gestioni della squadra affidata a Sarina Wiegman (2015), Arjan van der Laan (2015–2016), e dal 2017 nuovamente a Wiegman, soffre sempre la concorrenza di pari ruolo più giovani e quotate. Wiegman la convoca per l'edizione 2017 dell'Algarve Cup, impiegandola nell'incontro del 1º marzo vinto per 1-0 sulla Cina, prima di inserirla nella rosa definitiva della squadra che disputa l'Europeo casalingo annunciata il 14 giugno 2017.

## Palmarès

### Club
- Hoofdklasse vrouwen: 2

Saestum: 2004-2005, 2005-2006
- Coppa dei Paesi Bassi: 1

Utrecht: 2009-2010
- Supercoppa dei Paesi Bassi: 3

Saestum: 2005, 2006
Utrecht: 2010

### Individuali
- Miglior portiere della Hoofdklasse: 2

2004, 2005
- Miglior portiere della Eredivisie: 1

2010